# Roxane Gaudette-Loiseau
Pour les articles homonymes, voir Gaudette et Loiseau.
Roxane Gaudette-Loiseau est une actrice québécoise née le 24 mars 1988.

## Biographie
Roxane Gaudette-Loiseau a fait ses premières apparitions à la télé dès l'âge de 7 ans. Elle a participé à plusieurs publicités dont Lipton (1995), Bureau en gros (1996), etc., et on a pu la voir dans plusieurs séries télé :

## Filmographie
- 1995 : Les Machos (série télévisée) : Rose Vincent
- 1996 : Virginie (série télévisée) : Pénélope Chabot-Charron
- 1996 : L'Oreille de Joé
- 1996 : Marguerite Volant (feuilleton TV) : Marianne Léry
- 1997 : Omerta 2 (série télévisée) : Camille
- 1997 : Paparazzi (série télévisée) : Audrey Delage
- 1998 : Caserne 24 (série télévisée) : Sylvie Beauchamps
- 2000 : Le Monde de Charlotte (série télévisée) : Samantha Lord
- 2001 : La Forteresse suspendue : Sarah Cabot
- 2002 : Secret de banlieue : Catherine Béland-Trudeau
- 2002 : Station Nord : Évelyne
- 2004 : Un monde à part (série télévisée) : Samantha Lord
- 2007 : À vos marques... party! : Audrey Turcotte
- 2009 : Yamaska (série télévisée) : Ingrid Harrison
- 2015 : Ces gars-là (série télévisée) : La Bikeuse
- 2019 : Les Newbies (série télévisée) : La femme de l’agent Michel Lévesque

## Livre
Coautrice, avec la sexologue Mélanie Guénette-Robert, du Petit manifeste de la masturbation féminine (2021)